# Rafaela Silva
Rafaela Lopes Silva (1992. április 24. –) brazil cselgáncsozó, olimpiai- és világbajnok. Ő szerezte az első brazil aranyérmet a hazájában rendezett 2016. évi nyári olimpiai játékokon.

## Sportolói pályafutása
Rafaela Silva Rio de Janeiróban nőtt fel, és először 7 évesen kezdett cselgáncsozni.
Első jelentős eredményét a 2011-es párizsi világbajnokságon érte el, ahol ezüstérmet szerzett. Két év múlva, hazai pályán világbajnoki címet szerzett, ezzel ő lett az első brazil női világbajnok a cselgáncs-sportban. A 2016-os riói olimpián, tehát ismét hazai közönség előtt versenyezve olimpiai bajnoki címet szerzett az 57 kg-osok versenyében.